# Gama-Amino-beta-hidroksibutirna kiselina
Gama-Amino-beta-hidroksibutirna kiselina (GABOB), takođe poznata kao β-hidroksi-γ-aminobuterna kiselina (β-hidroksi-GABA), a prodaje se između ostalog pod brendom Gamibetal, je antikonvulzant koji se koristi za lečenje epilepsije u Evropi, Japanu i Meksiku. To je GABA analog, ili analog neurotransmitera γ-aminobuterne kiseline (GABA), i utvrđeno je da je endogeni metabolit GABA.

## Medicinske upotrebe
GABOB je antikonvulzant i koristi se u lečenju epilepsije.

## Farmakologija
GABOB je agonist GABA receptora. Ova kiselina ima dva stereoizomera, i pokazuje stereoselektivnost u svom delovanju. Konkretno, (R)-(–)-GABOB je umereno potentant agonist GABAB receptora, dok je (S)-(+)-GABOB parcijalni agonist GABAB receptora i agonist GABAA receptora. (S)-(+)-GABOB je oko dva puta jači antikonvulzant od (R)-(–)-GABOB. GABOB se u medicini koristi kao racemska smeša.
U odnosu na GABA, GABOB ima snažnije inhibitorne efekte na centralni nervni sistem, možda zbog većeg kapaciteta da pređe krvno-moždanu barijeru. Međutim, GABOB je relativno niske potentnosti kao antikonvulzant kada se koristi sama, i korisnija je kao pomoćni tretman koji se koristi zajedno sa drugim antikonvulzivom.

## Hemija
GABOB, ili β-hydroxy-GABA, je blizak strukturni analog GABA (videti GABA analog), kao i γ-hidroksibuterne kiseline (GHB), fenibuta (β-fenil-GABA), baklofena (β-(4-hlorofenil)-GABA), i pregabalina (β-izobutil-GABA).

## Osobine
Gama-Amino-beta-hidroksibutirna kiselina je organsko jedinjenje, koje sadrži 4 atoma ugljenika i ima molekulsku masu od 119,119 .
| Osobina                  | Vrednost |
| ------------------------ | -------- |
| Broj akceptora vodonika  | 4        |
| Broj donora vodonika     | 3        |
| Broj rotacionih veza     | 3        |
| Particioni koeficijent ( | -3,9     |
| Rastvorljivost (logS, log(mol/L))       | 0,2      |
| Polarna površina (PSA, Å2)  | 83,5     |

## Literatura
- Hardman JG, Limbird LE, Gilman AG (2001). Goodman & Gilman's The Pharmacological Basis of Therapeutics (10. изд.). New York: McGraw-Hill. ISBN 0071354697. doi:10.1036/0071422803.
- Thomas L. Lemke; David A. Williams, ур. (2007). Foye's Principles of Medicinal Chemistry (6. изд.). Baltimore: Lippincott Willams & Wilkins. ISBN 0781768799.